# Concurso Nacional de Belleza
El Concurso Nacional de Belleza o CNB es un concurso de belleza nacional en Colombia que se lleva a cabo en Cartagena de Indias desde 1934. La Señorita Colombia y su corte ostentan su título por aproximadamente un año, 
término en el cual viajan por todo el país apoyando diferentes fundaciones, proyectos, organizaciones y eventos para la construcción y el desarrollo del país.
La actual Señorita Colombia 2024 es Catalina Duque Abréu, quien representó al departamento del Antioquia. Fue designada por la organización para representar a Colombia en Miss Internacional 2025 que se realizara en Tokio, Japón.
Hasta 2019, la Señorita Colombia era la encargada de representar al país en Miss Universo.
La ganadora recibe el título de «Señorita Colombia» y representa al país en Miss Internacional.  Mientras que la Virreina Nacional y las Princesas son las encargadas de participar en otros concursos a nivel mundial.
El certamen se llevaba a cabo en noviembre hasta 2016 cuando se movió la fecha a marzo debido al cambio de directivos y patrocinadores de Miss Universo. En 2018 se regresó a su mes tradicional.

## Algunas de las ganadoras

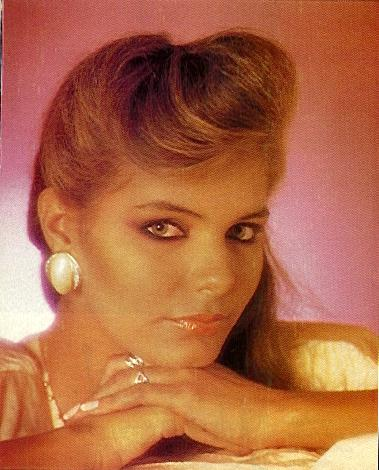
Señorita Colombia 1985 María Mónica Urbina .
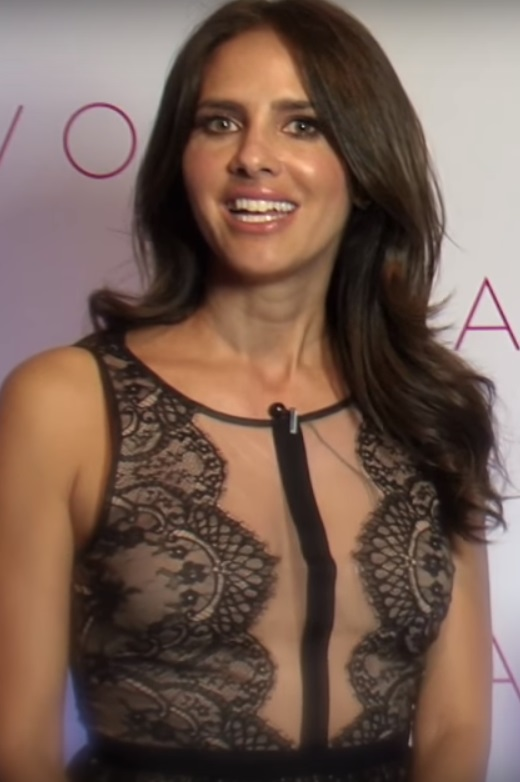
Señorita Colombia 1991 Paola Turbay .
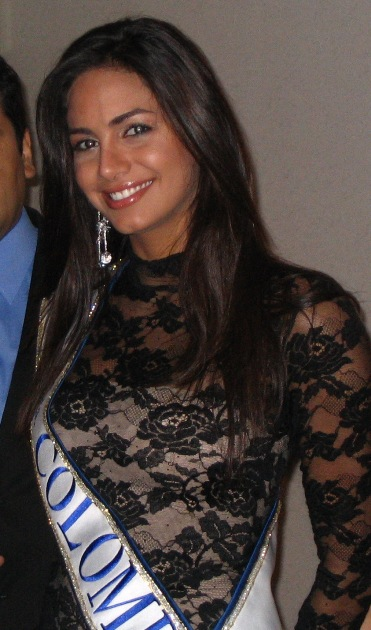
Señorita Colombia 2005 Valerie Domínguez .
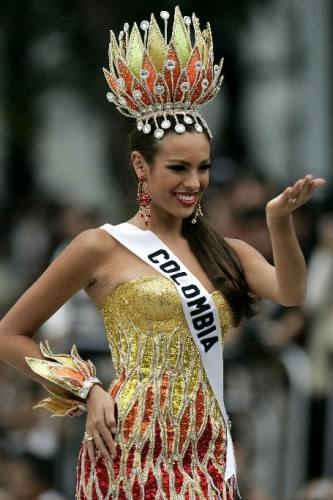
Señorita Colombia 2006 Eileen Roca Torralvo .
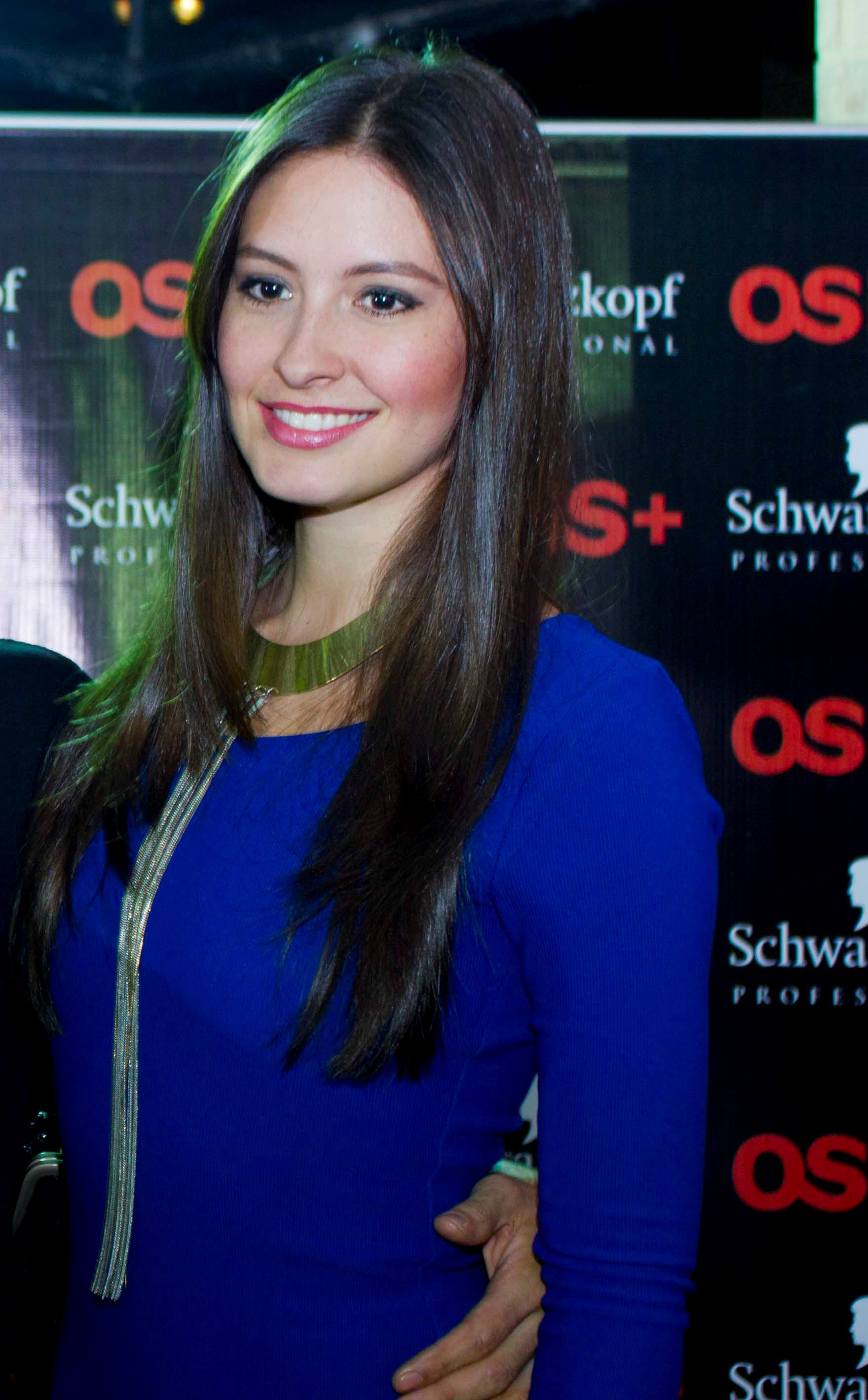
Señorita Colombia 2007 Taliana Vargas .
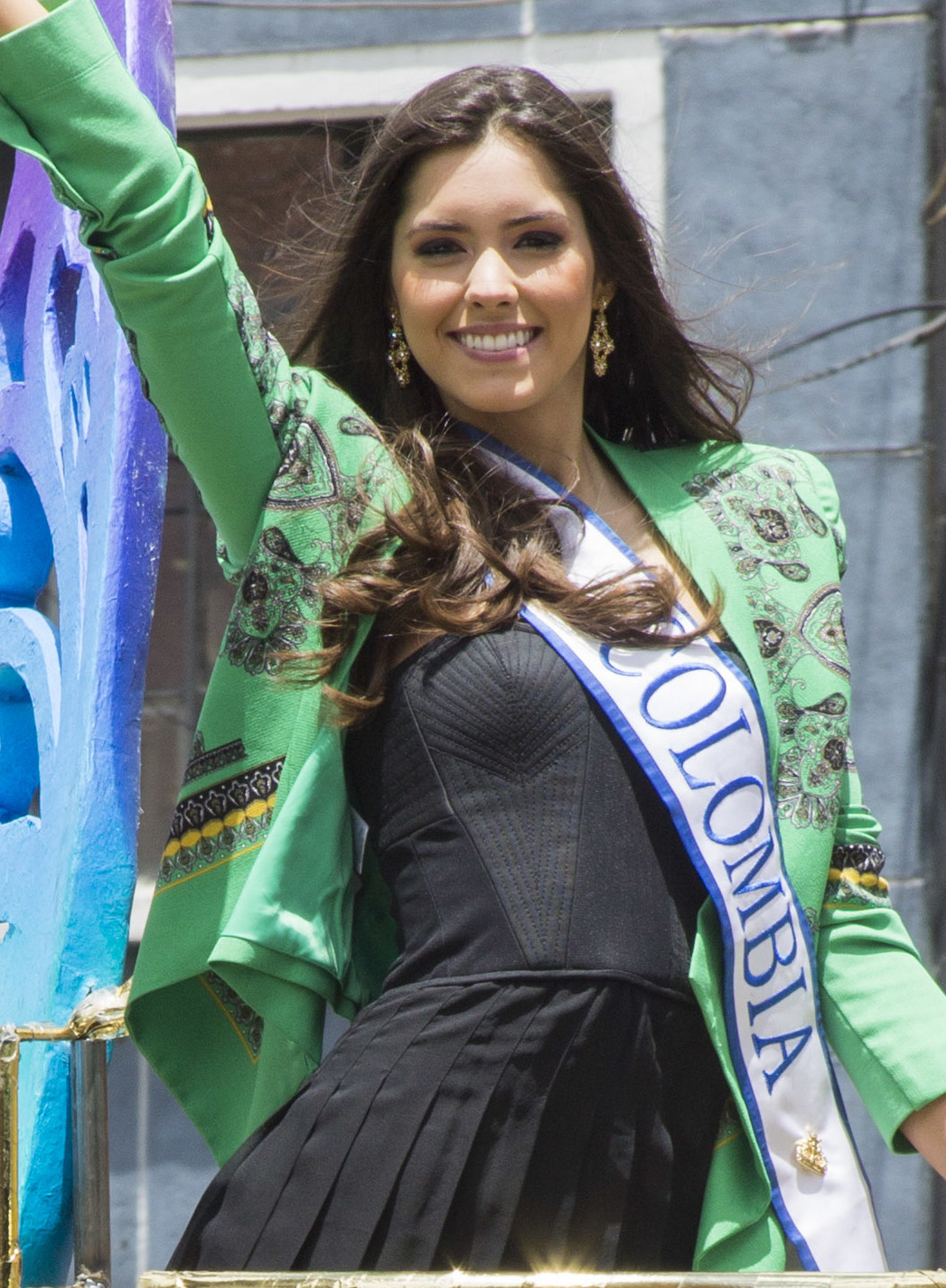
Señorita Colombia 2013 Paulina Vega .
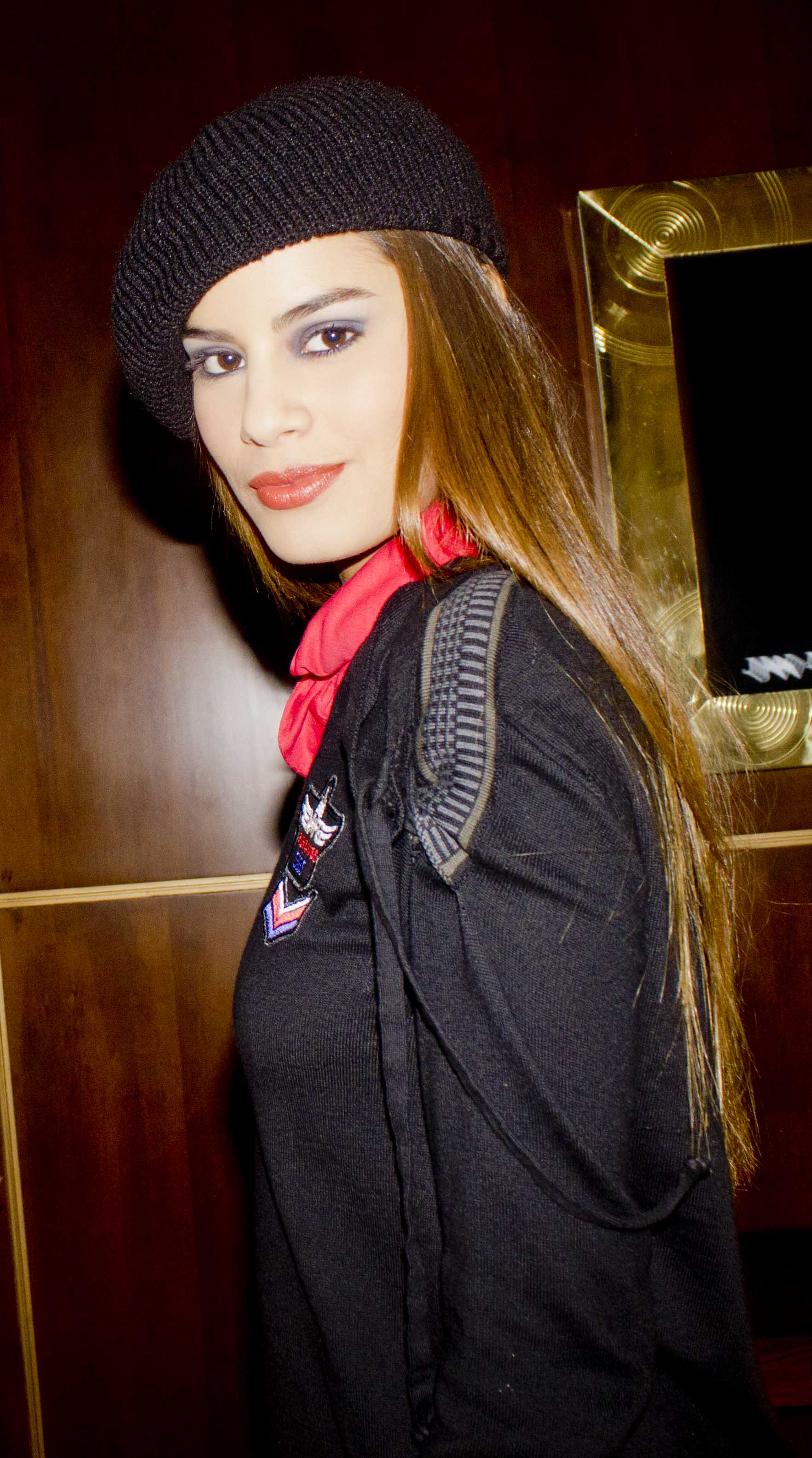
Señorita Colombia 2014 Ariadna Gutiérrez .
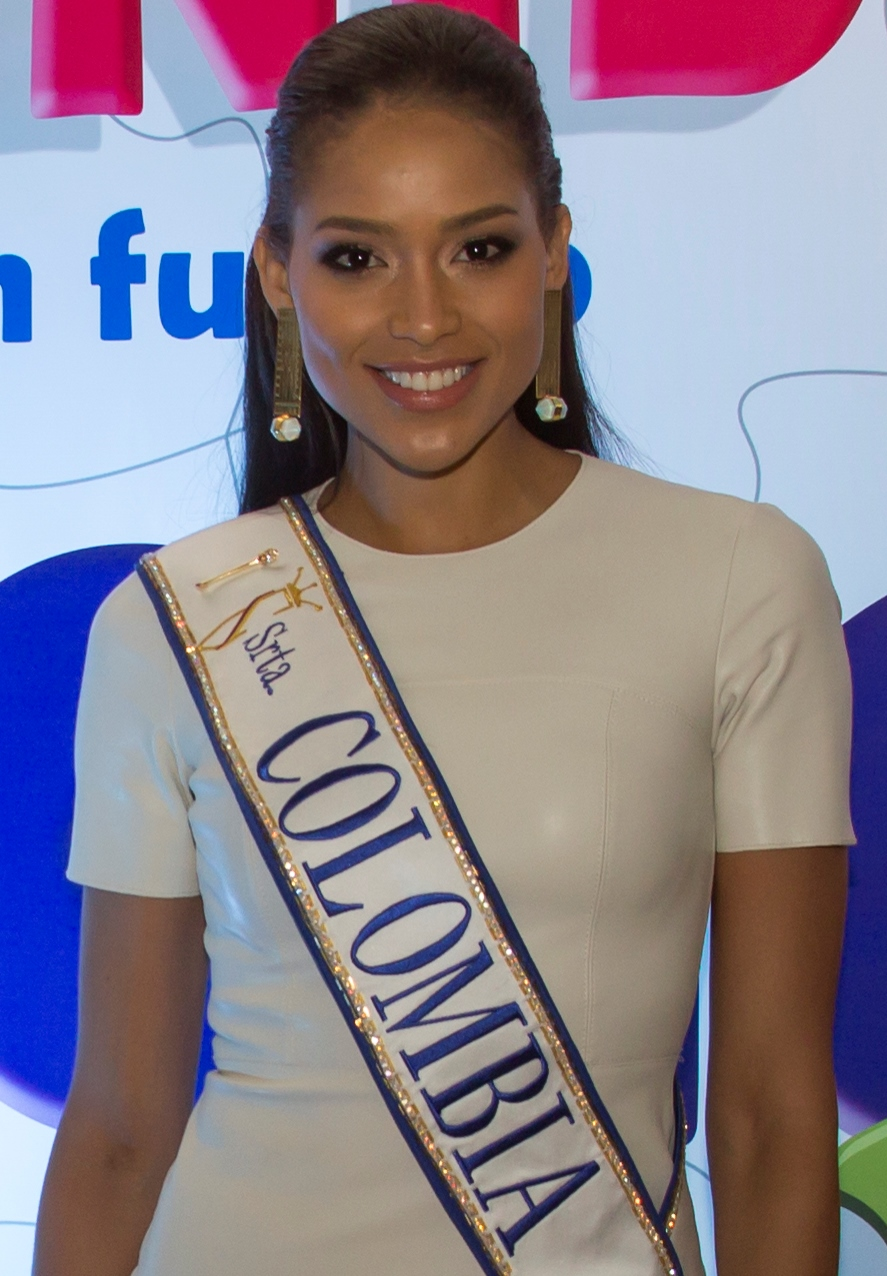
Señorita Colombia 2015 Andrea Tovar .
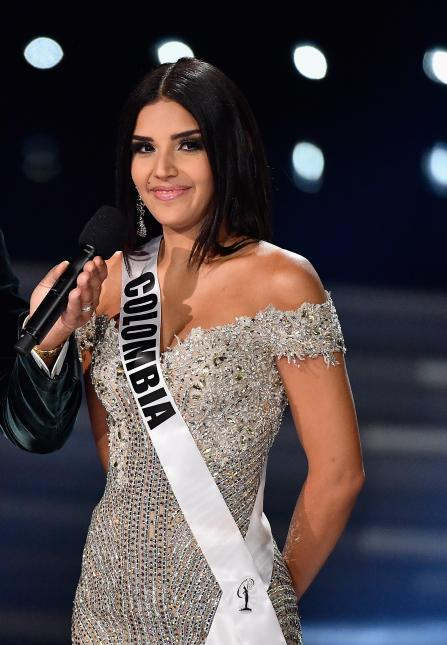
Señorita Colombia 2017 Laura González .

## Reseña histórica

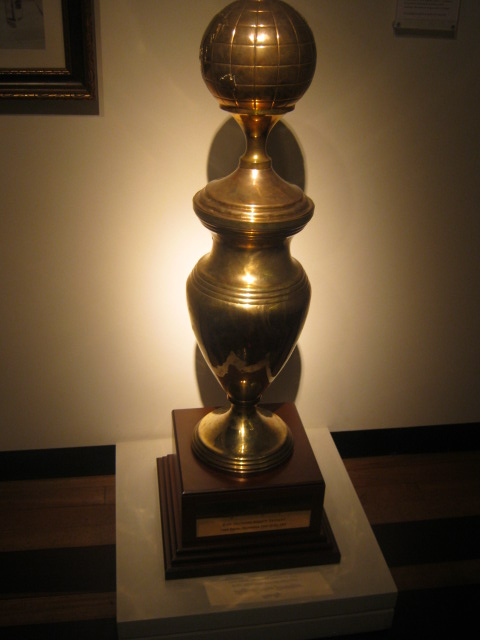
Trofeo de Miss Universo 1958 otorgado a Luz Marina Zuluaga, quien fue la primera colombiana en obtener el título de dicho certamen.

La idea de realizar el certamen de belleza nacional nació de Ernesto Carlos Martelo en 1932, en el marco de la celebración del IV Centenario de la fundación de Cartagena de Indias. Sin embargo, no se pudo realizar debido a la Guerra colombo-peruana y la demora en la construcción del nuevo muelle de la ciudad.
A finales de 1933 se invitó a los departamentos del país para que participaran en el certamen, resultando elegida como la primera Señorita Colombia, Yolanda Emiliani Román, representante de Bolívar, quien ostentó el título durante trece años (hasta 1947), debido a los diferentes conflictos de orden político que se vivían en el mundo. Luego de un largo receso, en 1947 resurgió el entusiasmo por la elección y coronación de la Señorita Colombia, queriendo convertirlo en tradición. Mediante el Acuerdo 21 de ese año, se fijó a Cartagena como sede permanente, determinando su realización cada dos años. Sólo hasta 1961 comenzó a efectuarse anualmente, debido a los compromisos internacionales que se adquirieron.
Desde 1980 hasta 2018 RCN Televisión produjo el certamen de manera consecutiva, presentado por grandes figuras de la televisión y actos musicales de artistas nacionales e internacionales. En los últimos años se han hecho las transmisiones especiales del desfile en traje de fantasía o traje artesanal evento denominado Colombia, un país hecho a mano y el desfile en traje de baño en las piscinas del Hotel Hilton de Cartagena, evento últimamente denominado «Las más bellas por Colombia». Otro evento de gran tradición es el desfile en balleneras, en donde las candidatas se presentan ante residentes y turistas de la ciudad, además el «Banquete del millón» es un importante evento para recaudar fondos para las obras benéficas de la Corporación Minuto de Dios.

## El concurso
El Concurso Nacional de Belleza de Colombia es un importante certamen que busca la integración nacional a través de la belleza de las mujeres del país, convirtiéndose en uno de los eventos más significativos a nivel nacional. La ganadora del concurso recibe el título de Señorita Colombia y representa al país en Miss Internacional, mientras que la Virreina nacional y las demás finalistas pueden ser designadas como representantes de otros concursos nacionales e internacionales, como Miss Charm, Miss Continentes Unidos, Reina Hispanoamericana, entre otros, exceptuando Miss Mundo, Miss Universo, Miss Tierra y Miss Supranacional para los cuales se realizan concursos aislados al Concurso Nacional de Belleza. Además la organización puede designar a alguna de sus participantes sin que estas sean finalistas para otros concursos, como fue el caso de Juliana Habib Loudry, Señorita Córdoba 2021-2022 que fue representante de Colombia en Miss Charm 2023, alcanzando el Top 6.
El certamen es presidido desde 1996 por Raimundo Angulo, sucesor de su madre Teresa Pizarro de Angulo, «Doña Tera».

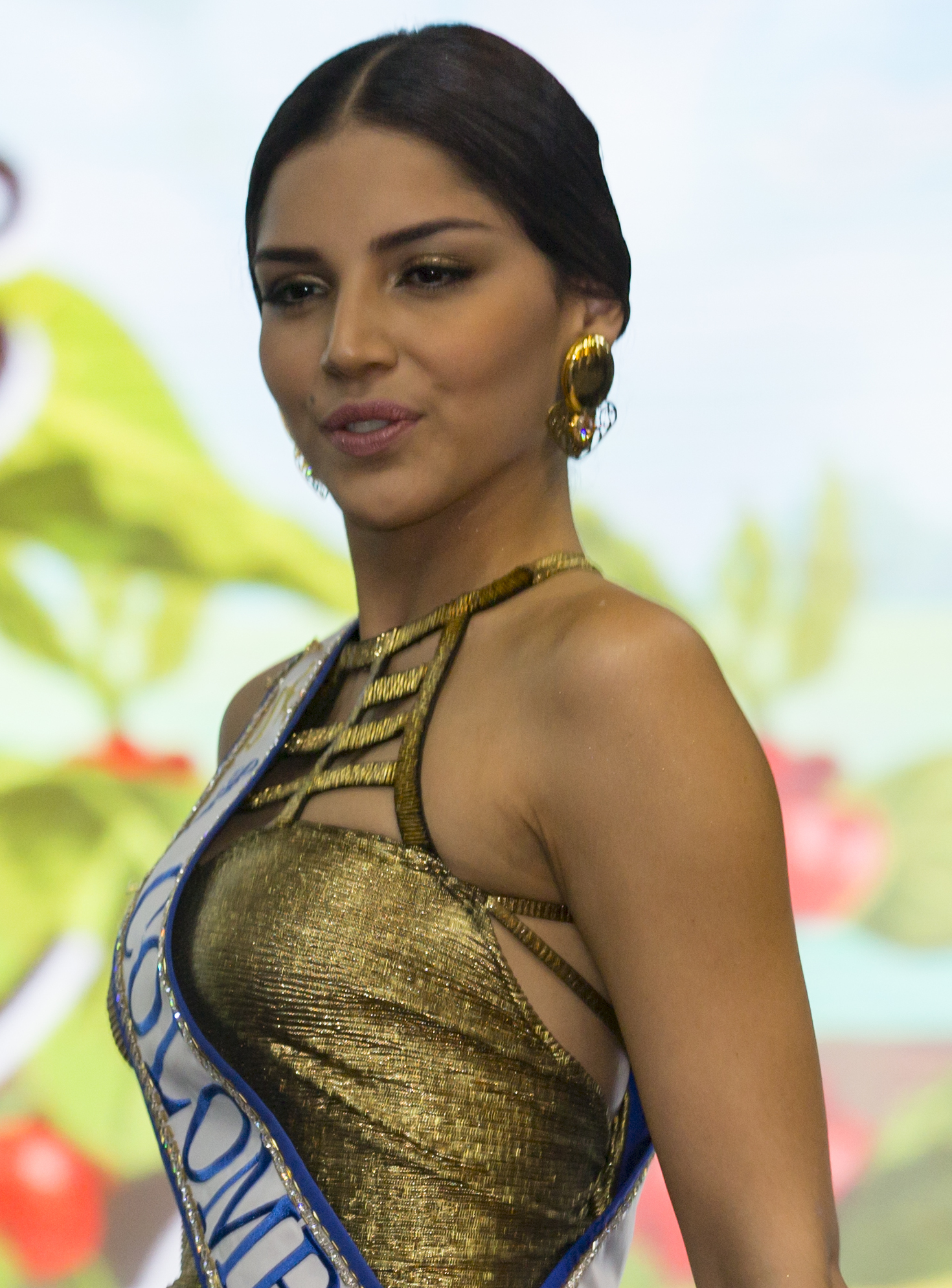
Laura González, Señorita Colombia 2017 y primera finalista en Miss Universo 2017

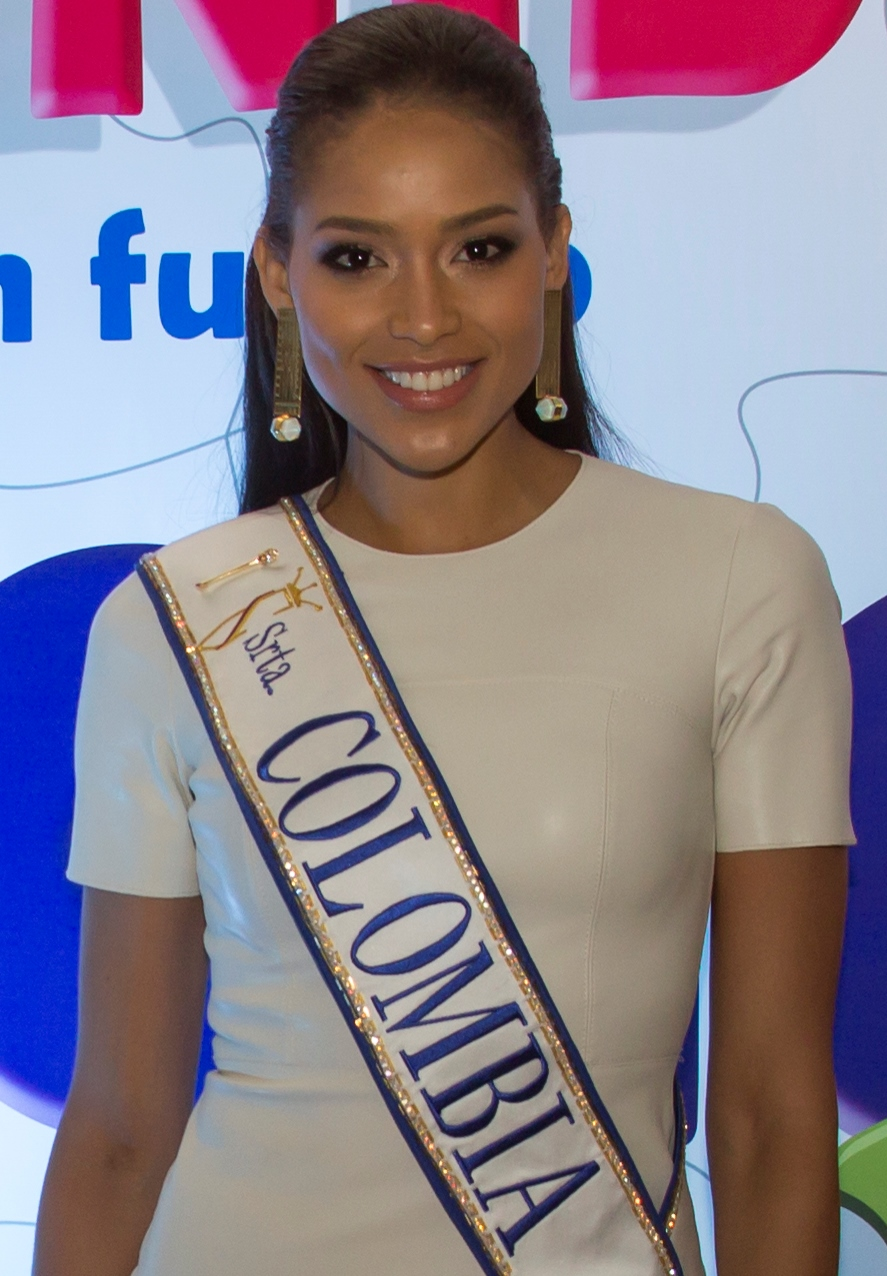
Andrea Tovar, Señorita Colombia 2015-2017 y segunda finalista en Miss Universo 2016

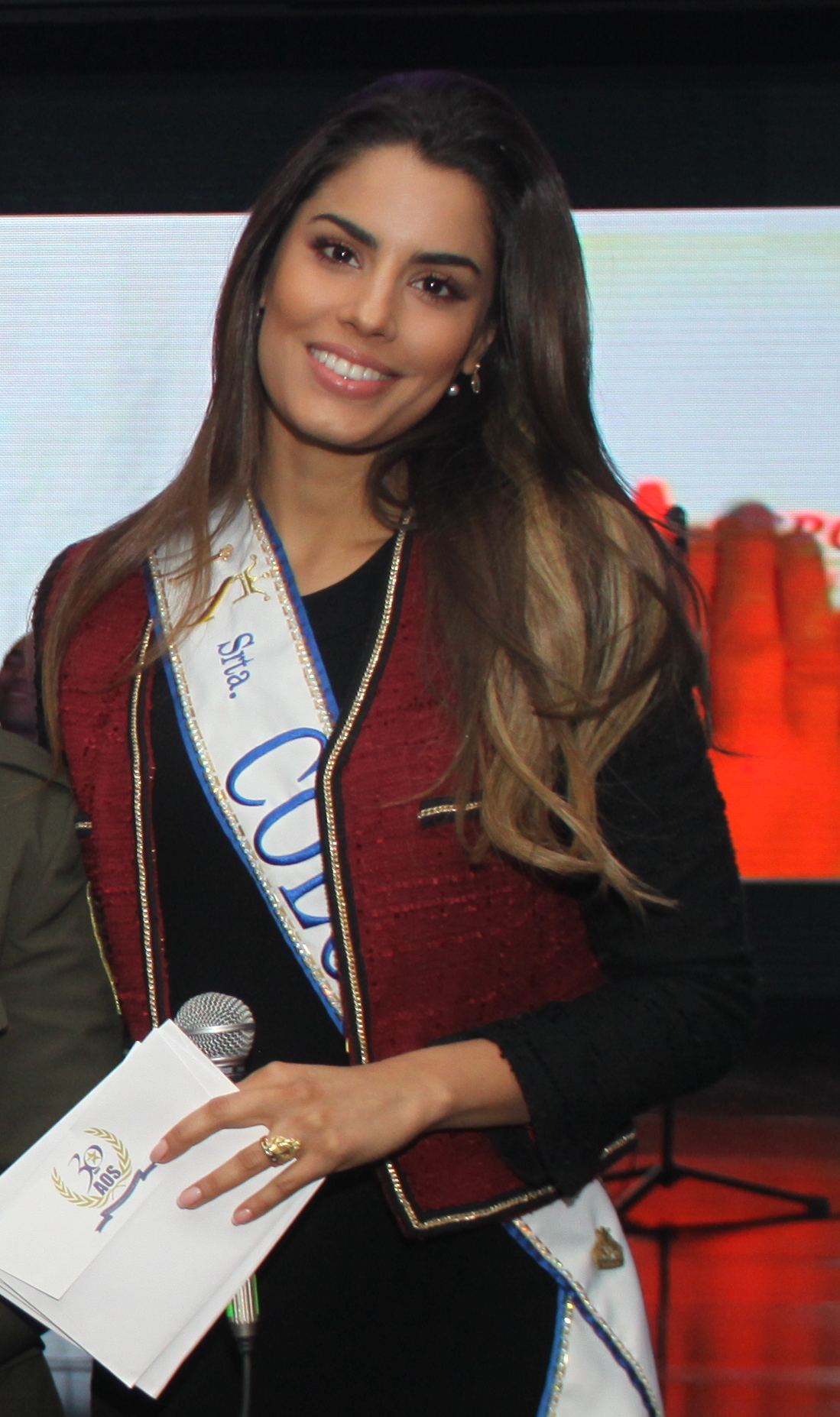
Ariadna Gutiérrez, Señorita Colombia 2014-2015 y primera finalista en Miss Universo 2015

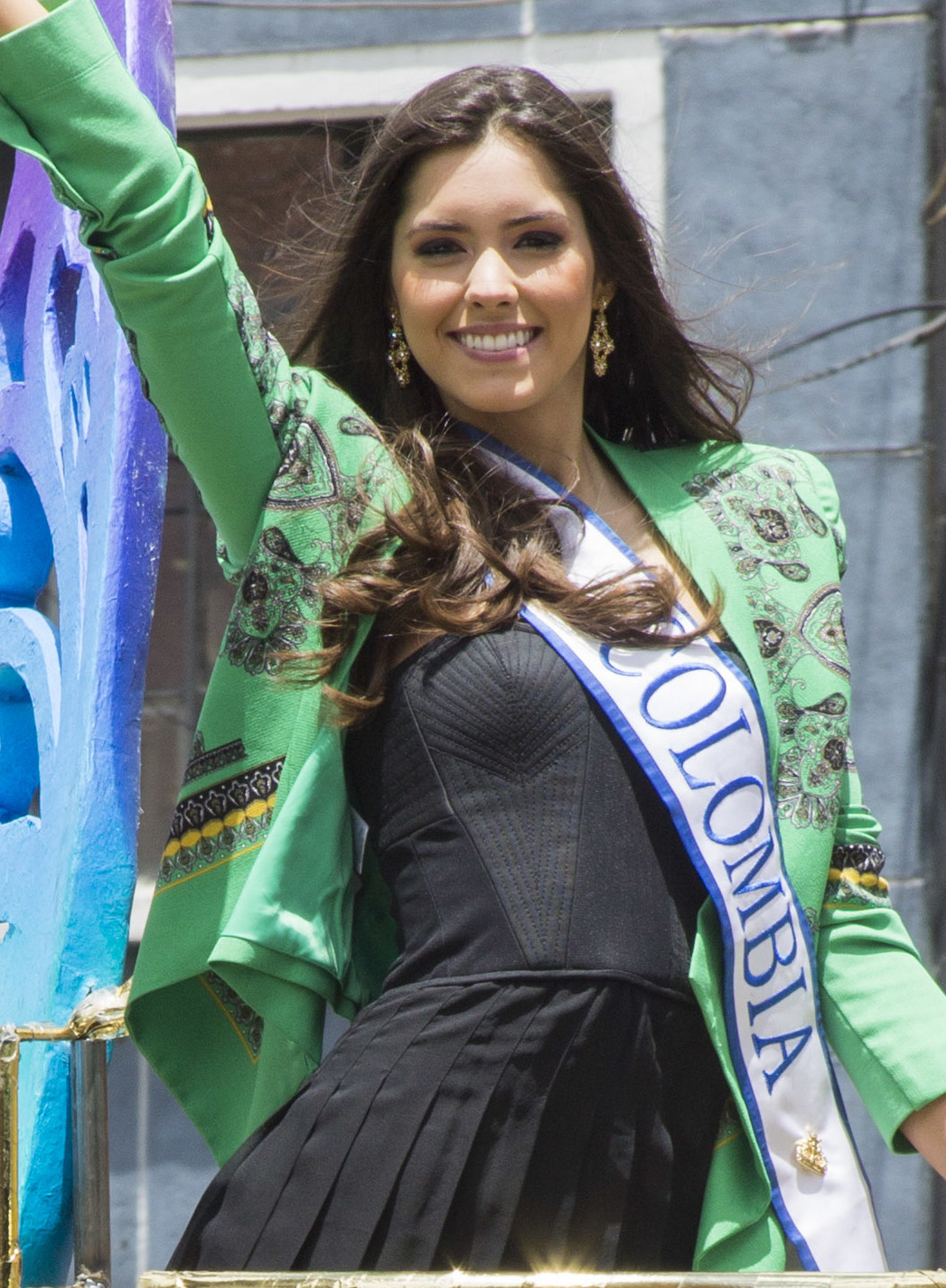
Paulina Vega, Señorita Colombia 2013-2014, y Miss Universo 2014.

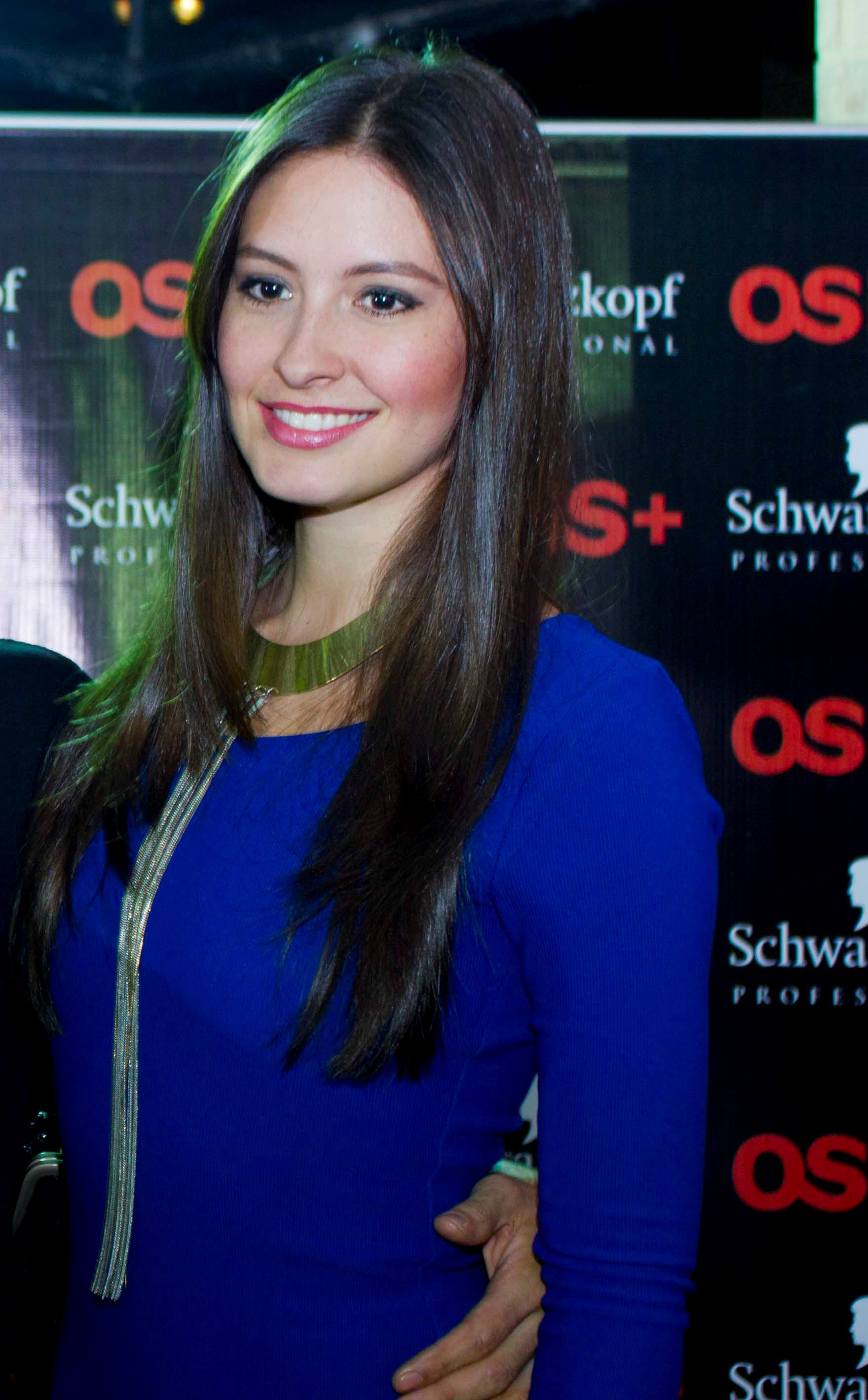
Taliana Vargas, Señorita Colombia 2007-2008 y primera finalista en Miss Universo 2008.

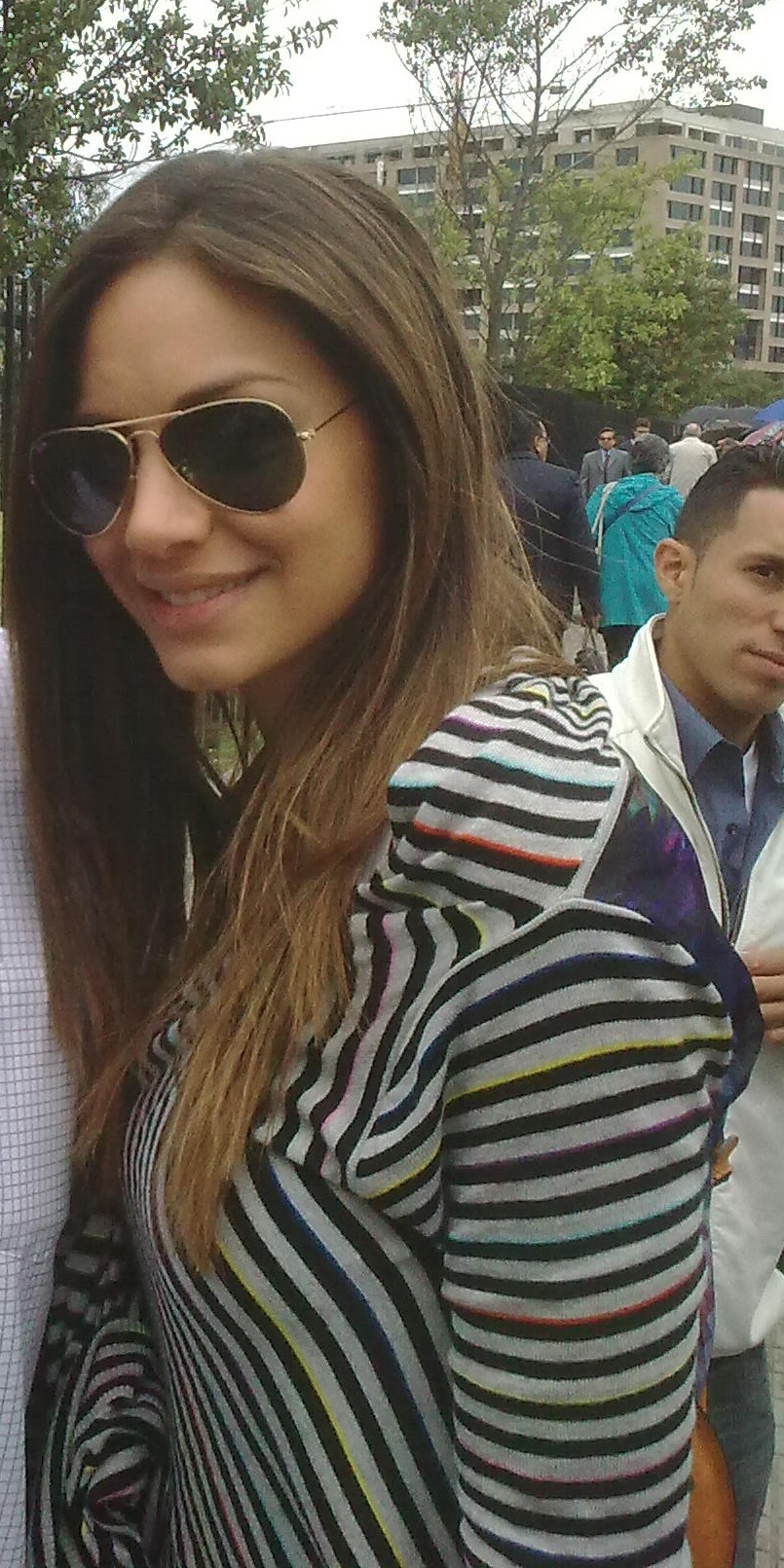
Valerie Domínguez, Señorita Colombia 2005-2006 y Top 10 Miss Universo.

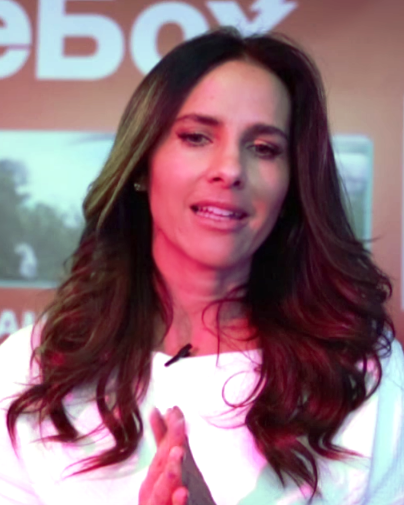
Paola Turbay, Señorita Colombia 1991-1992 y Primera Finalista en Miss Universo 1992.

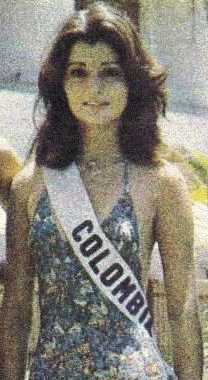
Aura María Mojica, Señorita Colombia 1976-1977 y tercera finalista en Miss Universo 1977.

### Representación de las candidatas
- Las candidatas representan a los departamentos de Colombia, a Bogotá que es la capital del país y a Cartagena de Indias que es la sede del concurso.
- Entre 1963 y 1965 las candidatas representaban a ciudades y no a departamentos, llegando un departamento a tener dos o más representantes.
- En los años 1972 y 1983 participó en el Concurso Nacional de la Belleza la Señorita Territorios Nacionales, quien representaba a todas las intendencias y comisarías existentes en la época. A partir de 1990 cada una de estas participa individualmente en el concurso.
- El Concurso Nacional de Belleza ha aceptado la participación especial de Distritos, Áreas Metropolitanas y Regiones como Barranquilla (1999, 2002 y 2024), Santa Marta (2002), Buenaventura (2015, 2022 y 2024), Riohacha (2024), Medellín (2003), Cúcuta (2007 y 2024), Bucaramanga (2014, 2015 y 2024), Región Caribe (2019-20, 2021, 2022 y 2024),  Región Andina (2022 y 2024) y  Región Pacífica (2022 y 2024).

- Todos los departamentos han tenido, al menos, una representación en la historia del concurso.

### Aprobación
Para que una candidata pueda representar a su departamento o ciudad debe cumplir con las exigencias del Concurso Nacional de Belleza, entre ellas se encuentra ser soltera y no tener hijos, no haber posado desnuda o con transparencias reveladoras para ningún tipo de campaña publicitaria o fotografía (en el año 2012 durante la realización habitual del concurso nacional de belleza, Raimundo Angulo anunció la participación a partir del año 2013 de mujeres que previamente al certamen posaron en ropa interior), y principalmente haber nacido en el departamento o ciudad que quiere representar o, en su defecto, haber vivido cierto tiempo en ese departamento o ciudad.

### Preliminares
Una de las principales actividades preliminares fue la realización del tradicional Minicromos de la revista Cromos realizado entre 1972 a 2016. En ese entonces las candidatas realizaban un viaje especial a Cartagena de Indias o a otras ciudades del país para ser fotografiadas por grupos. Los medios de comunicación empiezan a realizar notas en sus secciones de entretenimiento, las cuales se van volviendo más extensas hasta convertirse en cubrimientos especiales, a medida que se acerca la elección de la Señorita Colombia. En este tiempo los medios de comunicación se dedican a mostrar a las candidatas y sus favoritas para la corona.
Igualmente existe una serie de eventos que forman parte de la «Agenda Real»: asistencia a centros de apoyo a niños desamparados y de escasos recursos; participación en el tradicional «Banquete del Millón», organizado por la corporación católica Minuto de Dios en donde se recolectan fondos para diversas obras sociales; desfile en balleneras, en donde se presentan las candidatas a residentes y turistas de la ciudad de Cartagena; entre otros.
Algunos patrocinadores del Concurso Nacional de Belleza realizan competencias especiales en donde se entregan premios como el de «Señorita Elegancia Primatela», a la candidata con «Mejor pasarela» y «Señorita puntualidad», a la candidata más puntual; otras competencias ya descontinuadas son «Figura Bodytech», al mejor cuerpo, «Rostro Jolie», al rostro más bello; y «Zapatilla Real», a quien luzca mejor su calzado; estas competencias tienen un jurado especial, que las evalúa con pruebas físicas, desfiles o comportamiento durante su «Agenda Real» de acuerdo con el premio que se entrega.
El Concurso Nacional de Belleza, en colaboración en su momento con el canal RCN y actualmente con canales regionales, locales, de cable internacionales y vía streaming, hacen dos transmisiones especiales: la primera para la elección del «Mejor Traje Artesanal': y la «Señorita Elegancia Primatela» y la segunda para el evento «Las más bellas por Colombia», en donde las candidatas desfilan en traje de baño para el jurado calificador encargado de la elección de la Señorita Colombia. Este desfile tiene como curiosidad, que antes se realizaba a mediodía en la piscina del Hotel Hilton de Cartagena, en presencia de todos los huéspedes de este hotel. La elección del «Mejor Traje Artesanal» lo hace un jurado especializado conformado por diseñadores y empresarios, los cuales premian al mejor diseñador y a la candidata que lo luce. Estas presentaciones cuentan con actos de artistas nacionales e internacionales invitados. Para el año 2010, estos dos eventos fueron combinados en uno sólo, el cual fue realizado en ese entonces el Parque de la Marina, actualmente se realiza en las instalaciones del Hotel Hilton excepto el Desfile en Traje Artesanal el cual se realiza en varias locaciones de la ciudad. Estos 2 desfiles han contado con la presencia de diferentes artistas nacionales e internacionales.
El jurado calificador encargado de la selección de la Señorita Colombia realiza una entrevista privada previa a la velada de elección y coronación, a donde las candidatas asisten sin maquillaje y la cual representa un porcentaje de la puntuación final.

#### Desfile en traje de baño
En 1979 se presentó por primera vez al público el Desfile en Traje de Baño, también llamado «Las más bellas por Colombia», gracias a Tereza Pizarro de Angulo quien se desempeñó como vicepresidenta hasta 1977. El tradicional desfile se convirtió rápidamente en el evento favorito de los espectadores y en uno de los aspectos más importantes para la decisión final, en esta prueba de fuego los jurados del Concurso Nacional de Belleza califican en detalle las figuras de las aspirantes a Señorita Colombia.

### Velada de elección y coronación
Tradicionalmente, la Velada de Elección y Coronación de la Señorita Colombia, se realiza el lunes en que se celebra la Independencia de Cartagena (sucedida el 11 de noviembre de 1811), contaba con el montaje, producción y transmisión en directo de RCN Televisión de manera consecutiva entre 1980 a 2018 y como emisor en las versiones 2019-20 y 2024; actualmente es transmitido por varios canales regionales, internacionales, locales, de cable y vía Streaming por las redes sociales oficiales del concurso desde el auditorio Getsemaní del Centro de Convenciones «Julio César Turbay Ayala» de la ciudad.
Para la presentación y desfile en Traje Artesanal, actualmente se realiza un evento previo a la velada de elección y coronación, donde el jurado calificador da algunas decisiones para la noche final.
En la velada de elección y coronación se realiza un acto inicial de presentación de las candidatas, posteriormente un desfile en traje de gala, después se seleccionan a las diez semifinalistas y se realiza una presentación de ellas en traje de baño, se selecciona a las cinco finalistas, estas responden a la ronda de preguntas finales (ronda que es considerado el momento cumbre del concurso) y por último se entregan los títulos de Tercera, Segunda y Primera Princesa, Virreina y Señorita Colombia, en donde la reina saliente, del año anterior, entrega la corona, el cetro, la banda y el anillo que portará la nueva «soberana de la belleza colombiana» por su año de reinado.
Durante la transmisión de la velada se realizan actos centrales con agrupaciones culturales y con artistas nacionales e internacionales.

### Joyas reales

#### Corona
Cada candidata elegida como Señorita Colombia porta joyería exclusiva; la primera corona fue hecha de la mano de la Joyería Cesáreo, una pieza de plata ley 900 con un baño de oro de 24 quilates. En esta diadema se integran el escudo de Cartagena de Indias y las olas del mar Caribe, en el centro una esmeralda colocada en la convergencia de la cruz. Este diseño fue creado por Carmenza Cesáreo en colaboración con doña Teresa Pizarro de Angulo en 1983.
Actualmente desde 2022 se diseñó una nueva pieza, esta vez a manos de Joyería Caribe, la joya fue construida en  plata ley 925, manteniendo el baño de oro de 24 quilates, dónde permanece la esmeralda central colombiana, auténtica de 19 quilates, contando con 148 circones que adornan toda la corona.
En cuanto a sus símbolos, tiene dos leones y la cruz en la parte superior, que son el escudo de Cartagena, y que es tradición en esta pieza. Tiene olas de lado y lado, que es la representación de los dos océanos que bañan las costas de Colombia, y la flor que está representada con una planta se llama Victoria Regia, nativa de las cuencas del Amazonía. Se destaca los leones del centro, que se rodean de una rama de laurel en representación de la victoria y poder obtenido por la soberana de la belleza colombiana. Se tuvo en cuenta la conmemoración de los 40 años del Premio Nobel de Literatura Gabriel García Márquez, siendo representado en las mallas que son las mariposas amarillas, ilustradas en  el libro Cien Años de Soledad. Todo el diseño contó con la labor de 20 expertos, liderados por el diseñador, modelador de joyas, profesional en Comercio Internacional con maestría en Gerencia de proyectos Luis Alfredo Díaz Maldonado. Para la virreina y princesas porta también su respectiva corona pero en diseño diferente y en color plateado, el diseño de las coronas fue reformado en 2024.

#### Cetro
Elaborado por la Joyería Cesáreo, representa el poder y la dignidad que debe tener la representante de todos los colombianos. Esta pieza está hecha en plata con un baño en oro de 24 quilates y un recubrimiento en carey, y está conformado en la parte superior por unos yelmos utilizados por los guerreros.

#### Banda
A partir de 1998, cuando entregó corona a Marianella Maal Pacini, se empezó a imponer la banda real, que sobre un fondo blanco lleva el texto: Srta. COLOMBIA, elaborado en hilos azules. La banda tiene dos presentaciones: borde sencillo de color azul para eventos ocasionales y sencillos y borde delicados en cristales para eventos especiales y de gala. También esta destinada bandas para la Virreina y las tres princesas, y bandas especiales para las candidatas designadas a los certámenes internacionales franquiciados.

#### Anillo
Es concedido por la Real Orden de la Belleza Colombiana, cuyo precursor fue Don Jorge Azuero de la ciudad de Bucaramanga. Su diseño y confección es de la Joyería André Laurent. El anillo, con forma de corona, es elaborado en oro de 18 quilates, tiene cinco brillantes redondos y dos rubíes. Su peso total es de 9.2 gramos. Esta joya, entregada en la noche de elección y coronación, siempre es portada por la soberana, para la edición 2024 el diseño del anillo fue reformado por la joyería Caribe de Cartagena.

#### Cetro-prendedor
Su elaboración se lleva a cabo en la Joyería André Laurent de Bucaramanga. Está hecho en oro de 18 quilates y se engalana con dos rubíes de 23 puntos y tres brillantes de 9 puntos. Simbólicamente este prendedor reemplaza el cetro cuando la Señorita Colombia no lo porta.

## Ganadoras
Desde la elección de Yolanda Emiliani Román (1934) hasta Catalina Duque Abréu (2024), sesenta y nueve (69) mujeres han ganado el título de Señorita Colombia, representando a sus departamentos o ciudades. Llegando a obtener en su momento dos coronas en Miss Universo con Luz Marina Zuluaga Zuluaga en 1958 y Paulina Vega en 2014.
Muchas Señoritas Colombia se han desempeñado en el terreno de la actuación con gran éxito, como Paola Turbay (1991), Carolina Gómez (1993), Andrea Nocetti (2000), Valerie Domínguez (2005), Eileen Roca (2006), Taliana Vargas (2007), Michelle Rouillard (2008) y Laura González (2017). A su vez, varias son las reinas de belleza ganadoras del CNB que han incursionado en el mundo del periodismo, la música e inclusive la política, como en el caso de Catalina Acosta (1999).

### Ganadoras recientes
|         | Nombre                     | Representación       |
| ------- | -------------------------- | -------------------- |
| 2024    | Catalina Duque             | Antioquia            |
| 2022    | Sofía Osío                 | Atlántico            |
| 2021    | Valentina Espinosa         | Bolívar              |
| 2019-20 | María Fernanda Aristizábal | Quindío              |
| 2018-19 | Gabriela Tafur             | Valle                |
| 2018    | Valeria Morales            | Valle                |
| 2017    | Laura González             | Cartagena, D.T. y C. |
| 2015    | Andrea Tovar               | Chocó                |
| 2014    | Ariadna Gutiérrez          | Sucre                |
| 2013    | Paulina Vega               | Atlántico            |
| 2012    | Lucía Aldana               | Valle                |

### Escalafón por títulos ganados
| Representación      | Títulos | Años                                                                       |
| ------------------- | ------- | -------------------------------------------------------------------------- |
| Atlántico           | 12      | 1949, 1962, 1967, 1971, 1989, 1990, 1998, 2004, 2005, 2011, 2013, 2022.    |
| Valle               | 12      | 1951, 1953, 1964, 1968, 1972, 1974, 1976, 2003, 2010, 2012, 2018, 2018-19. |
| Antioquia           | 7       | 1957, 1969, 1979, 1981, 1986, 1996, 2024.                                  |
| Bolívar             | 7       | 1934, 1947, 1961, 1983, 1984, 2009, 2021.                                  |
| Santander           | 7       | 1955, 1973, 1978, 1980, 1987, 1997, 2002.                                  |
| Bogotá D.C.         | 5       | 1975, 1977, 1982, 1991, 1993.                                              |
| Cartagena D.T. y C. | 2       | 2000, 2017.                                                                |
| Chocó               | 2       | 2001, 2015.                                                                |
| Cauca               | 2       | 1966, 2008.                                                                |
| Cesar               | 2       | 1994, 2006.                                                                |
| La Guajira          | 2       | 1985, 1988.                                                                |
| Quindío             | 1       | 2019-20.                                                                   |
| Sucre               | 1       | 2014.                                                                      |
| Magdalena           | 1       | 2007.                                                                      |
| Cundinamarca        | 1       | 1999.                                                                      |
| Meta                | 1       | 1995.                                                                      |
| Amazonas            | 1       | 1992.                                                                      |
| Caldas              | 1       | 1970.                                                                      |
| Tolima              | 1       | 1965.                                                                      |
| Norte de Santander  | 1       | 1963.                                                                      |
| Nariño              | 1       | 1959.                                                                      |

## Clasificaciones por departamentos
La siguiente tabla incluye los departamentos y ciudades que han participado en el concurso desde la primera edición en 1934 hasta la más reciente en 2024.
| Rank | Departamento/Ciudad      | Señorita Colombia | Virreina | 1.ª Princesa | 2.ª Princesa | 3.ª Princesa | Semifinalistas | Total |
| ---- | ------------------------ | ----------------- | -------- | ------------ | ------------ | ------------ | -------------- | ----- |
| 1    | Valle del Cauca          | 12                | 11       | 7            | 7            | 5            | 4              | 46    |
| 2    | Atlántico                | 12                | 6        | 8            | 2            | 5            | 6              | 39    |
| 3    | Antioquia                | 7                 | 8        | 12           | 6            | 4            | 4              | 41    |
| 4    | Bolívar                  | 7                 | 6        | 4            | 3            | 1            | 3              | 24    |
| 5    | Santander                | 7                 | 5        | 5            | 2            | 4            | 3              | 26    |
| 6    | Bogotá, D. C.            | 5                 | 3        | 3            | 5            | 4            | 5              | 25    |
| 7    | Chocó                    | 2                 | 3        | 3            | 4            | 6            | 2              | 20    |
| 8    | Cartagena de Indias      | 2                 | 2        | 1            | 2            | 2            | 6              | 15    |
| 9    | La Guajira               | 2                 | 1        | 1            | 4            | 1            | 4              | 13    |
| 10   | Cesar                    | 2                 | 1        | 0            | 1            | 2            | 4              | 10    |
| 11   | Cauca                    | 2                 | 0        | 2            | 1            | 2            | 5              | 12    |
| 12   | Magdalena                | 1                 | 5        | 1            | 4            | 1            | 8              | 20    |
| 13   | Cundinamarca             | 1                 | 4        | 5            | 4            | 4            | 2              | 20    |
| 14   | Caldas                   | 1                 | 3        | 2            | 4            | 4            | 1              | 15    |
| 15   | Quindío                  | 1                 | 3        | 2            | 0            | 1            | 6              | 13    |
| 16   | Nariño                   | 1                 | 2        | 0            | 0            | 0            | 2              | 5     |
| 17   | Tolima                   | 1                 | 1        | 1            | 3            | 1            | 5              | 11    |
| 18   | Meta                     | 1                 | 1        | 1            | 2            | 0            | 3              | 8     |
| 19   | Sucre                    | 1                 | 1        | 0            | 1            | 4            | 4              | 11    |
| 20   | Norte de Santander       | 1                 | 0        | 2            | 1            | 1            | 9              | 14    |
| 21   | Amazonas                 | 1                 | 0        | 0            | 1            | 0            | 1              | 3     |
| 22   | Huila                    | 0                 | 2        | 4            | 2            | 1            | 5              | 14    |
| 23   | Risaralda                | 0                 | 1        | 1            | 1            | 2            | 6              | 11    |
| 24   | San Andrés y Providencia | 0                 | 1        | 0            | 2            | 2            | 6              | 11    |
| 25   | Boyacá                   | 0                 | 0        | 2            | 0            | 0            | 0              | 2     |
| 26   | Región Caribe            | 0                 | 0        | 1            | 1            | 0            | 1              | 3     |
| 27   | Córdoba                  | 0                 | 0        | 1            | 0            | 2            | 8              | 11    |
| 28   | Caquetá                  | 0                 | 0        | 1            | 0            | 0            | 1              | 2     |
| 29   | Santa Marta              | 0                 | 0        | 1            | 0            | 0            | 0              | 1     |
| 30   | Medellín                 | 0                 | 0        | 0            | 0            | 1            | 0              | 1     |
| 31   | Buenaventura             | 0                 | 0        | 0            | 0            | 1            | 0              | 1     |
| 32   | Riohacha                 | 0                 | 0        | 0            | 0            | 1            | 0              | 1     |
| 33   | Arauca                   | 0                 | 0        | 0            | 0            | 0            | 1              | 1     |
| 34   | Cúcuta                   | 0                 | 0        | 0            | 0            | 0            | 1              | 1     |
| 35   | Bucaramanga              | 0                 | 0        | 0            | 0            | 0            | 1              | 1     |
| 36   | Barranquilla             | 0                 | 0        | 0            | 0            | 0            | 1              | 1     |

- Los departamentos de  Casanare,  Guainía,  Guaviare,  Putumayo,  Vaupés y  Vichada, al igual que las regiones Región Andina y Región Pacífica han participado en el concurso ocasionalmente pero nunca han clasificado.
- La candidata Luz Marina Zuluaga fue Virreina Nacional en el año 1957, cuando representaba al departamento desaparecido de Viejo Caldas. No obstante y debido a la renuncia de la entonces Señorita Colombia, Doris Gil Santamaría, Zuluaga fue la encargada de representar al país en el certamen Miss Universo en 1958, en el que resultó ganadora.
- Los departamentos de  Atlántico y  Valle del Cauca son los que más han ganado este certamen, dado que ambos tienen 12 títulos cada uno.

## Premios especiales
Tanto los patrocinadores y periodistas que cubren el concurso como las mismas candidatas otorgan premios especiales en competiciones preliminares. Algunas de ellos son:
Mejor Traje Artesanal
Este premio se le otorga al mejor traje artesanal de los que lucen las candidatas en una presentación especial del concurso. Se premia al diseñador y a la candidata. Anteriormente era realizado como «Mejor traje de fantasía», pero últimamente se ha querido darle un enfoque artesanal. Las ganadoras de los últimos tres años son:
| Año  | Sede               | Nombre                          | Representación | Diseñador             |
| ---- | ------------------ | ------------------------------- | -------------- | --------------------- |
| 2024 | Cartagena, Bolívar | Olga María Álvarez Campuzano    | Riohacha       | Alfredo Barraza       |
| 2024 | Cartagena, Bolívar | María José Chacón Montaño*      | Tolima         | Andrés Martinez       |
| 2022 | Cartagena, Bolívar | Susana Villota Melo             | Nariño         | Alvaro Leyton         |
| 2022 | Cartagena, Bolívar | Fabiana Paola Caleño Arrieta*   | Sucre          | Nilson Fabián Ordoñez |
| 2021 | Cartagena, Bolívar | María Alejandra Enríquez Cuervo | Nariño         | Alvaro Leyton         |
| 2021 | Cartagena, Bolívar | Juliana Habib Lorduy*           | Córdoba        | Andrés Manuel Salgado |

(*) Votación por el público.
Mejor Compañera
Es un premio que otorgan las mismas candidatas a quien consideran la mejor compañera, quien representa los lazos de fraternidad, carisma y empatía. Las últimas tres ganadoras son:
| Año  | Nombre                               | Representación  |
| ---- | ------------------------------------ | --------------- |
| 2024 | Junny Yasseni Castro Mosquera        | Región Pacifica |
| 2022 | Whitney Sarath Towanda Copete Moreno | Región Andina   |
| 2021 | María Lucía Cuesta Arias             | Chocó           |

Señorita Fotogénica
Es seleccionada por los reporteros a la candidata con el mejor registro, anteriormente se entregaba tanto el premio a la Señorita fotogénica como a la «Reina de los fotógrafos». Las últimas tres ganadoras son:
| Año  | Nombre                         | Representación |
| ---- | ------------------------------ | -------------- |
| 2017 | Mayra Daniela Vitoviz Medina   | Cauca          |
| 2015 | María Camila Soleibe Alarcón   | Atlántico      |
| 2014 | Daniela Andrea Castañeda Pardo | Meta           |

Mejor Rostro
El Concurso Nacional de Belleza entrega el premio a la candidata con el rostro más bello del concurso, según un jurado especial. Las candidatas son maquilladas ya sea por ellas mismas o por expertos en la materia, realizan un desfile y se selecciona a la ganadora. Las últimas tres ganadoras son:
| Año     | Nombre                          | Representación     |
| ------- | ------------------------------- | ------------------ |
| 2024    | Nicolle Marie Ospina Ulloque    | Atlántico          |
| 2019-20 | Natalia Manrique Aguilar        | Norte de Santander |
| 2017    | Camila Andrea Aguirre Jaramillo | Nariño             |

Mejor Figura
El Concurso Nacional de Belleza otorga el premio a la participante que tenga el mejor cuerpo. Hasta 2017, la cadena de gimnasios Bodytech auspició dicho reconocimiento. A partir del año 2019-20, el centro de medicina estética especializada Sergio y Alexandra Rada es quien evalúa a las candidatas para premiar al «Cuerpo más sano» del certamen. También se da importancia al segundo y tercer lugar. Las últimas tres ganadoras son:
| Año     | Nombre                           | Representación |
| ------- | -------------------------------- | -------------- |
| 2022    | Paula Andrea Alarcón Vargas      | Huila          |
| 2021    | Karen Julieth Ortiz Díaz         | Huila          |
| 2019-20 | María Fernanda Aristizábal Urrea | Quindío        |

Reina de la Policía
La Policía Nacional de Colombia realiza un evento especial en donde seleccionan a su reina entre las candidatas, también son designadas virreina y princesas, anteriormente era conocido como «Reina de los edecanes». Las últimas tres ganadoras son:
| Año     | Nombre                           | Representación |
| ------- | -------------------------------- | -------------- |
| 2024    | Juliana Osorio Angulo            | Región Caribe  |
| 2019-20 | María Fernanda Aristizábal Urrea | Quindío        |
| 2018-19 | Gabriela Tafur Náder             | Valle          |

Señorita Elegancia Primatela
Primatela otorga el premio a la candidata con mejor porte, pasarela y desenvolvimiento. Las candidatas, durante la transmisión especial del desfile en traje artesanal, desfilan con un mismo diseño; la triunfadora es anunciada durante la transmisión. Las últimas tres ganadoras son:
| Año  | Nombre                        | Representación     |
| ---- | ----------------------------- | ------------------ |
| 2024 | Angie Pamela Cuero Lozano     | Buenaventura       |
| 2022 | Andrea Katherine Yáñez García | Norte de Santander |
| 2021 | Natalia López Cardona         | Quindío            |

Señorita Puntualidad
Es entregado a la candidata que se considera como la más puntual a los diferentes actos de la «Agenda Real», la cual recibe como premio un reloj, anteriormente este premio estaba patrocinado por las marcas D'Mario, Edox y Bulova, y desde 2022 entra como patrocinador la marca de relojes Tissot. Las últimas tres ganadoras son:
| Año  | Nombre                         | Representación |
| ---- | ------------------------------ | -------------- |
| 2024 | Angela Natalia Capella Córdoba | Chocó          |
| 2022 | Juanita Urrea Posada           | Valle          |
| 2021 | Lina María Ramírez Cepeda      | Guajira        |

Zapatilla Real
Este premio se le otorga a la candidata que mejor luce su calzado elaborado por Asoinducals, quien realiza el calzado para el certamen desde hace varios años. A la ganadora de este premio se le considera como la «Cenicienta» del concurso. Las últimas tres ganadoras son:
| Año     | Nombre                         | Representación |
| ------- | ------------------------------ | -------------- |
| 2019-20 | Luisa Fernanda Cotes Ospino    | Magdalena      |
| 2018-19 | María Clara Ramírez Valencia   | Caldas         |
| 2017    | Martha Luz Martínez Insignares | Atlántico      |

Reto Oster
Este premio se le otorga a la candidata que mejor se desempeñe en una prueba culinaria, realizando una receta con ingredientes autóctonos de la región a la que representa. Las candidatas se dividen en 3 grupos y realizan el reto en tres ciudades diferentes del país, de cada reto clasifican dos candidatas para el reto final que se realiza en Cartagena, donde sale la ganadora final del Reto Oster. Este reto no se realizó en las ediciones de 2013, 2014, 2018 y 2019.
| Año  | Ganadora                        | Representación¡    |
| ---- | ------------------------------- | ------------------ |
| 2017 | Vanessa Pulgarín Monsalve       | Antioquia          |
| 2015 | Leydi Carolina Carvajal Morales | Nariño             |
| 2012 | Marisela Arévalo Arévalo*       | Norte de Santander |
| 2012 | Carmen Lucía Aldana Roldán*     | Valle              |

(*) Se presentó empate.
Además de los anteriores se entregan otros premios como el de «Reina madre», en donde las candidatas seleccionan a la madre que mejor disfraz y presentación haga durante un evento especial.
Otros premios que han sido entregados en ediciones pasadas, pero que se han descontinuado son: «Cabello más lindo», «Pasarela Wilhelmina», «Mejor talento», «Reina de los fotógrafos», entre otros.

## Participación internacional
Una de las responsabilidades que adquieren las finalistas y semifinalistas del concurso es representar a Colombia en certámenes internacionales como Miss Internacional, Miss Charm Internacional, Miss Mesoamérica Internacional, Miss Continentes Unidos, Reina Hispanoamericana, Nuestra Latinoamericana Universal, Reinado Internacional del Cacao y Reina Mundial del Banano.
Las candidatas han ocupado posiciones destacadas en estos eventos. La primera reina nacional del Atlántico, Miriam Sojo Zambrano (1949), se convirtió al año siguiente en la primera reina internacional para Colombia, tras ganar el Reinado Centro Americano y del Caribe en 1950. Más tarde, Merceditas Baquero, finalista en 1957, sería coronada como Reina de las Américas en Estados Unidos.

### Acerca de las ganadoras
- En 1958, Luz Marina Zuluaga Zuluaga, se convierte en la primera Miss Universo colombiana y la segunda hispanohablante, luego del triunfo de la peruana Gladys Zender el año anterior.
- En 1960, María Stella Márquez Zawadsky obtiene el título de Miss Internacional, siendo la primera ganadora de dicho concurso, y por consiguiente, la primera latinoamericana en conseguirlo.
- En 1991, Mónica Rodríguez se convierte en la primera colombiana que gana el concurso Reina Mundial del Banano.
- En 1999, luego de 39 años de espera, la nariñense Paulina Margarita Gálvez Pineda se consagra como la segunda colombiana en alzarse con el título de Miss Internacional.
- En el año 2000, Olga Flórez logra un triunfo histórico para su país, al resultar ganadora en el concurso de Miss Caraïbes Hibiscus.
- En 2001, Claudia Palacios y María Rocío Stevenson le brindan al país dos grandes reconocimientos: la segunda corona en el certamen Reina Mundial del Banano (en el caso de Palacios) y la primera en la competencia de Reina Sudamericana (en el caso de Stevenson).
- En 2002, Isabel Cristina Estrada se convierte en la tercera colombiana ganadora del Reina Mundial del Banano, logrando de esta manera el primer back to back en la historia del mismo.
- En 2003, Liliana de Cambil alcanza nuevamente la corona para Colombia en Reina Mundial del Banano, logrando de esta forma que la corona se quede en el país por tercer año consecutivo.
- En 2004, Colombia obtiene dos grandes triunfos en concursos de belleza: la tercera corona de Miss Internacional (lograda por Jeymmy Paola Vargas Gómez) y la primera de Miss Intercontinental (conseguida por Catalina Valencia).
- El 2005 es un año importante para el país en cuanto a certámenes de belleza, ya que Tatiana Bastidas obtiene la cuarta victoria en el Reina Mundial del Banano y Diana Cepeda la segunda en el Reina Sudamericana.
- En 2008, Cristina Camargo se alza con el segundo título para su país en el concurso Miss Intercontinental.
- En 2009, la chocoana Lina Marcela Mosquera Ochoa se convierte en la primera colombiana en ganar el Miss Continentes Unidos.
- En 2010, Carolina Rodríguez Ferrero gana la primera corona para Colombia en el certamen Top Model of the World.
- En 2011, nuevamente el título de Reina Mundial del Banano vuelve a Colombia, de la mano de Lizeth González.
- En 2013, María Alejandra López se convierte en la tercera colombiana ganadora del Reina Hispanoamericana (anteriormente Reina Sudamericana).
- El 2014 representa un año de grandes victorias para el país: la segunda corona del Top Model of the World (Tania Valencia), la segunda en el Miss Caraïbes Hibiscus (María Alejandra López) y, por último, la tan ansiada segunda victoria en el certamen Miss Universo (Paulina Vega Dieppa), luego de más de cinco décadas de espera.
- En 2016, el concurso Reina Hispanoamericana vuelve a ser ganado por una colombiana, María Camila Soleibe Alarcón.
- El 2019 es un año de grandes victorias para Colombia, empezando con Anairis Cadavid Ardila, la cual gana el segundo título en Miss Continentes Unidos. A su vez, de la mano de Ellen Pimienta Glen, se logra obtener el octavo triunfo en la historia del concurso Reina Mundial del Banano.
- En 2024, Brigith Navarro gana la tercera corona de Miss Mesoamérica Internacional para Colombia luego de 23 largos años.
- En 2025, Olga Alvarez Campuzano logra el primer back to back de Miss Mesoamérica Internacional no solo para Colombia sino de la historia de este certamen.

Las portadoras de los diferentes títulos de Señorita Colombia y representantes del país en los más importantes concursos para el período 2025 son: *
| Portadoras del título Señorita Colombia (2025) | Portadoras del título Señorita Colombia (2025) | Portadoras del título Señorita Colombia (2025)   | Portadoras del título Señorita Colombia (2025) | Portadoras del título Señorita Colombia (2025) | Portadoras del título Señorita Colombia (2025) | Portadoras del título Señorita Colombia (2025) | Portadoras del título Señorita Colombia (2025) | Portadoras del título Señorita Colombia (2025) |
| Srta. Colombia Internacional                   | Srta. Colombia Continentes Unidos              | Srta. Colombia Nuestra Latinoamericana Universal | Srta. Colombia Hispanoamericana                | Srta. Colombia Mundial del Banano              | Srta. Colombia Charm                           | Srta. Colombia Mesoamérica                     | Srta. Colombia Internacional del Cacao         |                                                |
| ---------------------------------------------- | ---------------------------------------------- | ------------------------------------------------ | ---------------------------------------------- | ---------------------------------------------- | ---------------------------------------------- | ---------------------------------------------- | ---------------------------------------------- | ---------------------------------------------- |
| Catalina Duque Abréu                           | Por definir                                    | Paula Jiménez García                             | Sharon Gabriela Gamarra Acevedo                | Liz Zamara Yanquen Flórez                      | María José Chacón Montaño                      | Olga María Álvarez Campuzano                   | Ángela Natalia Capella Córdoba                 |                                                |

- La corporación Concurso Nacional de Belleza de Colombia sólo entrega los títulos de las representantes a Miss Internacional, Miss Continentes Unidos, Reina Hispanoamericana, Reinado Mundial del Banano, Miss Charm Internacional, Nuestra Latinoamericana Universal, Miss Mesoamerica Internacional y Reinado Internacional del Cacao. Las candidatas designadas en los demás certámenes internacionales son elegidas por otras organizaciones.
- Las franquicias de los certámenes internacionales están directamente a cargo de la corporación Concurso Nacional de Belleza de Colombia.

### Franquicias actuales

#### Miss Internacional
La participación de Colombia en el certamen Miss Internacional inició en el año 1960, cuando la entonces Señorita Colombia 1959, María Stella Márquez Zadwadzky, obtuvo el título. A partir de ese momento, se siguieron designando a distintas finalistas y candidatas del concurso, entre ellas Paulina Gálvez y Jeymmy Paola Vargas, quienes se alzaron con la victoria en los años 1999 y 2004, respectivamente. 
Las representantes más recientes son:
| Año                          | Candidata                          | Representación                           | Posición               | Premio(s) especial(es)                |
| ---------------------------- | ---------------------------------- | ---------------------------------------- | ---------------------- | ------------------------------------- |
| Srta. Colombia Internacional |                                    |                                          |                        |                                       |
| 2025                         | Catalina Duque Abréu               | Antioquia                                | Por participar         |                                       |
| 2024                         | Juanita Urrea Posada               | Valle                                    |                        |                                       |
| 2023                         | Sofía Osío Luna                    | Atlántico                                | 1.ª finalista          |                                       |
| 2022                         | Natalia López Cardona              | Quindío                                  | 3.ª finalista          |                                       |
| 2019                         | María Alejandra Vengoechea Cárcamo | Atlántico                                | 3.ª finalista          |                                       |
| 2018                         | Anabella Castro Sierra             | Cesar                                    | 4.ª finalista          | - Miss Amistad                        |
| 2017                         | Vanessa Pulgarín Monsalve          | Antioquia                                |                        |                                       |
| 2016                         | Yudy Daniela Herrera Avendaño      | Cesar                                    |                        |                                       |
| 2015                         | Natalia Ochoa Calle                | Antioquia                                |                        |                                       |
| 2014                         | Zuleika Kiara Suárez Torrenegra    | San Andrés, Providencia y Santa Catalina | 1.ª finalista          | - Miss Amistad - Mejor Traje de Noche |
| 2013                         | Cindy Lorena Hermida Aguilar       | Huila                                    | 4.ª finalista          |                                       |
| 2012                         | Melissa Carolina Varón Ballesteros | Magdalena                                | Semifinalista (Top 15) |                                       |
| 2011                         | Natalia Valenzuela Cutiva          | Huila                                    |                        |                                       |

#### Miss Charm Internacional
Desde el año 2023, el CNB se encargará de designar a la representante de Colombia a este certamen. 
Las delegadas más recientes han sido:
| Año                  | Candidata                 | Representación | Posición          | Premio(s) especial(es)                |
| -------------------- | ------------------------- | -------------- | ----------------- | ------------------------------------- |
| Srta. Colombia Charm |                           |                |                   |                                       |
| 2025                 | María José Chacón Montaño | Tolima         | Por participar    |                                       |
| 2024                 | Vanesa Velásquez Valencia | Risaralda      | Finalista (Top 6) | - Mejor Presentación en Traje de Baño |
| 2023                 | Juliana Habib Lorduy      | Córdoba        | Finalista (Top 6) | - Miss Fizen - Miss See Tinh          |

#### Miss Continentes Unidos
Desde el año 2006, el CNB se ha encargado de designar a la representante por Colombia a este certamen. Dos de ellas han obtenido la corona: Lina Mosquera (2009) y Anairis Cadavid (2019).
Las delegadas más recientes han sido:
| Año                               | Candidata                       | Representación      | Posición                     | Premio(s) especial(es)              |
| --------------------------------- | ------------------------------- | ------------------- | ---------------------------- | ----------------------------------- |
| Srta. Colombia Continentes Unidos |                                 |                     |                              |                                     |
| 2022                              | Karen Julieth Ortiz Díaz        | Huila               | 2.ª finalista                | - Miss Cielo                        |
| 2019                              | Anairis Cadavid Ardila          | Cesar               | Miss Continentes Unidos 2019 | - Miss Cielo                        |
| 2018                              | Ana Catalina Mouthón Porto      | Cartagena de Indias | 2.ª finalista                | - Mejor Cuerpo (Tercer lugar)       |
| 2017                              | Yennifer Hernández Jaimes       | Santander           | 4.ª finalista                | - Mejor sonrisa                     |
| 2016                              | Ana María Landaeta Gordillo     | Meta                | Semifinalista (Top 10)       | - Mejor Traje Típico (Tercer lugar) |
| 2015                              | Daniela Andrea Castañeda Pardo  | Meta                | Virreina                     | - Miss Belleza Ottie                |
| 2014                              | Paola Ruiz Quiroga              | Arauca              | 2.ª finalista                |                                     |
| 2013                              | Daniela Margarita Vega Mendoza  | Guajira             | Semifinalista (Top 10)       |                                     |
| 2012                              | Ana Melissa Cano Rey            | Bogotá              |                              | - Mejor Traje Típico                |
| 2011                              | Lizeth Carolina González Romero | Magdalena           | Finalista (Top 6)            |                                     |

#### Reina Hispanoamericana
En este concurso, anteriormente conocido como Reina Sudamericana, Colombia ha logrado alzarse con 4 victorias: María Rocío Stevenson (2001), Diana Cepeda (2005), Alejandra López (2013) y Camila Soleibe (2016).
Las representantes colombianas más recientes han sido:
| Año                             | Candidata                          | Representación     | Posición                    | Premio(s) especial(es)                          |
| ------------------------------- | ---------------------------------- | ------------------ | --------------------------- | ----------------------------------------------- |
| Srta. Colombia Hispanoamericana |                                    |                    |                             |                                                 |
| 2025                            | Sharon Gabriela Gamarra Acevedo    | Barranquilla       | 1.ª finalista               | - Embajadora de Nueva Santa Cruz                |
| 2023-24                         | Paula Andrea Alarcón Vargas        | Huila              | 4.ª finalista               | - Mejor Silueta                                 |
| 2022                            | María Lucia Cuesta Arias           | Chocó              | 4.ª finalista               | - Embajadora Daewoo                             |
| 2021                            | María Alejandra Vengoechea Cárcamo | Atlántico          | 1.ª finalista               | - Miss Huavi                                    |
| 2019                            | Laura Juliana Claro Coronel        | Norte de Santander | 1.ª finalista               | - Miss Personalidad                             |
| 2018                            | Alma Beatriz Díaz Bonilla          | Chocó              |                             |                                                 |
| 2017                            | Zeger Iguarán Issa                 | Guajira            |                             |                                                 |
| 2016                            | María Camila Soleibe Alarcón       | Atlántico          | Reina Hispanoamericana 2016 | - Miss Elegancia (Top 5) - Miss Silueta (Top 5) |
| 2015                            | María Fernanda Daza Martínez       | Guajira            |                             | - Miss Amistad y Simpatía                       |
| 2014                            | Cindy Viviana Clavijo Chamorro     | Cauca              | 5.ª finalista               | - Miss Cabello (Top 3) - Miss Silueta (Top 3)   |
| 2013                            | María Alejandra López Pérez        | Risaralda          | Reina Hispanoamericana 2013 | - Mejor cabello - Mejor cuerpo                  |
| 2012                            | Jennifer Martínez Martínez         | Cauca              |                             |                                                 |
| 2011                            | Diana Juliette Mina Tocora         | Bogotá             |                             | - Mejor sonrisa                                 |

#### Reina Mundial del Banano
Este concurso internacional se realiza en el marco de la Feria Mundial del Banano que se celebra anualmente en la ciudad de Machala Ecuador, Colombia es el país con mayor número de victorias 8 en total y el único país que ha logrado una tripleta seguida de títulos, estas coronas fueron obtenidas por: Monica Rodríguez Chavez (1991), Claudia Alejandra Palacios (2001), Isabel Cristina Estrada (2002), Liliana De Cambil (2003), Tatiana Bastidas (2005), Lizeth González (2011), Yenny Carrillo (2017) y Ellen Pimienta (2019); en 2015 la franquicia fue obtenida por un empresario independiente y en 2019 el CNB retoma de nuevo la licencia.
Las representantes colombianas designadas por el CNB más recientes han sido:
| Año                               | Candidata                        | Representación      | Posición                      | Premio(s) especial(es) |
| --------------------------------- | -------------------------------- | ------------------- | ----------------------------- | ---------------------- |
| Srta. Colombia Mundial del Banano |                                  |                     |                               |                        |
| 2025                              | Liz Zamara Yanquen Flórez        | Norte de Santander  | Por participar                |                        |
| 2022                              | Geraldine Quiroz Bermúdez        | Atlántico           | 2.ª finalista                 |                        |
| 2019                              | Ellen Pimienta Glen              | Guajira             | Reina Mundial del Banano 2019 |                        |
| 2014                              | Ivonne Palencia Querubín         | Cartagena de Indias |                               | - Miss Fotogénica      |
| 2013                              | Adriana Lucía Vidal España       | Magdalena           |                               |                        |
| 2012                              | Andrea Liseth Tavera Sanabria    | Santander           |                               | - Miss Popularidad     |
| 2011                              | Lizeth Carolina González Romero  | Magdalena           | Reina Mundial del Banano 2011 |                        |
| 2010                              | Angélica Díazgranados Rodríguez  | Magdalena           |                               |                        |
| 2009                              | María Alejandra Sampayo Guerrero | Santander           |                               | - Mejor Traje Nacional |
| 2008                              | Gloria Patricia Pérez Peñuela    | Sucre               | 1.ª finalista                 | - Miss Fotogénica      |
| 2007                              | Laura Montoya Escobar            | Antioquia           | 2.ª finalista                 | - Miss Fotogénica      |

#### Nuestra Latinoamericana Universal
Desde el año 2023, el CNB se encargará de designar a la representante de Colombia a este certamen. 
Las delegadas más recientes han sido:
| Año                                      | Candidata            | Representación | Posición       | Premio(s) especial(es) |
| ---------------------------------------- | -------------------- | -------------- | -------------- | ---------------------- |
| Srta. Colombia Latinoamericana Universal |                      |                |                |                        |
| 2023                                     | Paula Jiménez García | Antioquia      | Por participar |                        |

### Franquicias anteriores

#### Miss Universo
No todas las Señoritas Colombia representaron al país en Miss Universo, algunas fueron enviadas a Miss Mundo; sin embargo, Colombia siempre contó con la participación de una candidata en Miss Universo desde 1958, así el Concurso Nacional de Belleza no la enviara. En otras ocasiones las ganadoras no pudieron asistir al certamen por contraer matrimonio, para ello fueron designadas candidatas finalistas del certamen, como es el caso de Luz Marina Zuluaga Zuluaga (Virreina Nacional, 1957) y María Victoria Ocampo Gómez (Sin lugar conocido, 1964). Algunas Señoritas Colombia no han asistido a este concurso por causas desconocidas. A partir de 1983 y hasta 2019 se enviaron ininterrumpidamente todas las ganadoras.
Aunque la Señorita Colombia representaba al país en Miss Universo, la primera Miss Universo colombiana fue Virreina Nacional, pues en esa ocasión la reina fue Doris Gil Santamaría (1957), quien renunció a su título para contraer matrimonio, quedando designada Luz Marina Zuluaga Zuluaga como representante de los colombianos en este certamen. 
En su historia, el Concurso Nacional de Belleza nunca tuvo la franquicia directa de Miss Universo, puesto que las Señoritas Colombia iban en representación del país gracias a los franquiciantes que tenían una estrecha alianza comercial con el certamen nacional, entre ellas Max Factor (1958-1979), vestidos de baño Catalina (1983-1985) Jolie de Vogue (1986-2016) y RCN Televisión (2017-2019). En 2020, la Organización Miss Universe Colombia obtuvo los derechos del evento internacional, encargándose de la elección de su candidata de manera independiente. 
Las últimas representantes de Colombia en Miss Universo, elegidas por el CNB, fueron:
| Año                     | Candidata                          | Representación      | Posición                 | Premio(s) especial(es) |
| ----------------------- | ---------------------------------- | ------------------- | ------------------------ | ---------------------- |
| Srta. Colombia Universo |                                    |                     |                          |                        |
| 2019                    | Gabriela Tafur Náder               | Valle               | Finalista (Top 5)        |                        |
| 2018                    | Valeria Morales Delgado            | Valle               |                          |                        |
| 2017                    | Laura González Ospina              | Cartagena de Indias | 1.ª finalista            |                        |
| 2016                    | Jealisse Andrea Tovar Velásquez    | Chocó               | 2.ª finalista            |                        |
| 2015                    | Ariadna María Gutiérrez Arévalo    | Sucre               | 1.ª finalista            |                        |
| 2014                    | Paulina Vega Dieppa                | Atlántico           | Miss Universo 2014       |                        |
| 2013                    | Carmen Lucía Aldana Roldán         | Valle               |                          |                        |
| 2012                    | Daniella Margarita Álvarez Vásquez | Atlántico           |                          |                        |
| 2011                    | María Catalina Robayo Vargas       | Valle               | Cuartofinalista (Top 16) |                        |
| 2010                    | Natalia Navarro Galvis             | Bolívar             | Cuartofinalista (Top 15) |                        |

#### Miss Mundo
A partir de 1992, el Concurso Nacional de Belleza interrumpió la designación de sus finalistas a este certamen, pues una organización independiente del concurso empezó a elegir a la Miss Mundo Colombia.
Las últimas representantes de Colombia en Miss Mundo, designadas por el Concurso Nacional de Belleza, fueron:
| Año                  | Candidata                           | Representación | Posición                 | Premio(s) especial(es)  |
| -------------------- | ----------------------------------- | -------------- | ------------------------ | ----------------------- |
| Srta. Colombia Mundo |                                     |                |                          |                         |
| 1991                 | Adriana Rodríguez Anzola            | Bogotá         |                          |                         |
| 1990                 | Ángela Mercedes Mariño Ortiz        | Cundinamarca   |                          |                         |
| 1989                 | Mónica María Isaza Mejía            | Antioquia      | 2.ª finalista            |                         |
| 1988                 | Jazmín Oliveros Segura              | Chocó          |                          |                         |
| 1987                 | Claudia Mercedes Escobar Zapata     | Valle          | 4.ª finalista            |                         |
| 1986                 | Karen Sue Wightman Corredor         | Atlántico      | Cuartofinalista (Top 15) |                         |
| 1985                 | Margarita Rosa de Francisco Baquero | Valle          |                          |                         |
| 1984                 | Ángela Patricia Janiot Martirena    | Santander      | Semifinalista (Top 15)   |                         |
| 1983                 | Rocío Isabel Luna Flórez            | Magdalena      | 1.ª finalista            | - Reina de las Américas |
| 1982                 | María Teresa Gómez Fajardo          | Antioquia      |                          |                         |
| 1981                 | Nini Johana Soto González           | Santander      | 1.ª finalista            |                         |

#### Miss Supranacional
Este concurso internacional fue fundado en Polonia en el año 2009. Anteriormente, la franquicia del certamen en Colombia la poseía la organización del Miss Earth Colombia. el CNB era el encargado de elegir a la representante colombiana a dicho evento desde 2017 hasta 2023, a partir de 2024 la franquicia de los certámenes Miss y Mister Supranational para Colombia la toma la agencia Renace Fashion Studio.
Las últimas representantes de Colombia en Miss Supranational, designadas por el Concurso Nacional de Belleza, fueron:
| Año                          | Candidata                             | Representación      | Posición                 | Premio(s) especial(es)                                      |
| ---------------------------- | ------------------------------------- | ------------------- | ------------------------ | ----------------------------------------------------------- |
| Srta. Colombia Supranacional |                                       |                     |                          |                                                             |
| 2023                         | Valentina Mora Trujillo               | Antioquia           | Cuartofinalista (Top 24) | Supramodel de las Américas                                  |
| 2022                         | Valentina Espinosa Guzmán             | Bolívar             | Semifinalista (Top 12)   | - Supramodel de las Américas - Reina Continental de América |
| 2021                         | Valentina Aldana Dorado               | Cauca               |                          |                                                             |
| 2019                         | Yaiselle Lucía Tous Tejada            | Cartagena de Indias | Semifinalista (Top 10)   | - Supramodel de las Américas - Miss Supramodel              |
| 2018                         | Miriam Isabel «Mimi» Carranza de Moya | Atlántico           | Cuartofinalista (Top 25) | - Mejor en Traje de Noche (Top 5)                           |
| 2017                         | Martha Luz «Tica» Martínez Insignares | Atlántico           | 1.ª finalista            |                                                             |

#### Miss Grand Internacional
En el año 2018, el CNB adquirió, de manos del Miss Earth Colombia, los derechos de Miss Supranacional y Miss Grand Internacional para Colombia. Sin embargo, este último pasó a cargo de una nueva organización en 2019, denominada Miss Grand Colombia.
Durante las siguientes dos ediciones, la delegada colombiana fue elegida y preparada por franquicias independientes, hasta que, en 2021, el CNB tomó nuevamente el control de las designaciones rumbo al certamen internacional, hasta que en 2022 el CNB deja nuevamente la franquicia el cual fue otorgada a un franquiciante independiente.
Las últimas representantes elegidas por el CNB, son:
| Año                                | Candidata                 | Representación | Posición               | Premio(s) especial(es) |
| ---------------------------------- | ------------------------- | -------------- | ---------------------- | ---------------------- |
| Srta. Colombia Grand Internacional |                           |                |                        |                        |
| 2021                               | Mariana Jaramillo Córdoba | Región Caribe  | Semifinalista (Top 20) |                        |
| 2018                               | Sheyla Quizena Nieto      | Atlántico      |                        |                        |

#### Top Model of the World
La Corporación del Concurso Nacional de Belleza fue la encargada, hasta el año 2016, de elegir, preparar y enviar a la delegada por Colombia a este certamen internacional. Luego, la licencia fue obtenida el grupo Top 3 Latam.
El país ha logrado obtener dos títulos: Carolina Rodríguez (2010) y Tania Valencia (2014).
Las últimas candidatas delegadas por el CNB, han sido:
| Año                             | Candidata                       | Representación      | Posición                    | Premio(s) especial(es)                           |
| ------------------------------- | ------------------------------- | ------------------- | --------------------------- | ------------------------------------------------ |
| Top Model of the World Colombia |                                 |                     |                             |                                                  |
| 2016                            | Alejandra Ochoa López           | Antioquia           | Semifinalista (Top 15)      | - Miss Globo                                     |
| 2015                            | Jessica Paola Castañeda Guevara | Cauca               | Semifinalista (Top 17)      | - Miss Globo (Top 3)                             |
| 2014                            | Tania Valencia Cuero            | Valle               | Top Model of the World 2014 | - Miss Fotogénica (Top 3) - Mejor Cuerpo (Top 3) |
| 2013                            | Elida Patricia Castro Herrera   | Cartagena de Indias | Semifinalista (Top 15)      |                                                  |
| 2012                            | Melina Ramírez Serna            | Valle               | 2.ª finalista               | - Mejor sonrisa                                  |
| 2011                            | Lizeth Carolina González Romero | Magdalena           | Semifinalista (Top 15)      |                                                  |
| 2010                            | Carolina Rodríguez Ferrero      | Cundinamarca        | Top Model of the World 2010 | - Mejor talento                                  |
| 2009                            | Stephanie Garcés Aljure         | Valle               | Semifinalista (Top 15)      | - Mejor cuerpo                                   |
| 2008                            | Emma Carolina Cruz Contento     | Cundinamarca        | Semifinalista (Top 15)      | - Mejor cuerpo                                   |
| 2007                            | Mónica Esperanza Palacios Mora  | Meta                | Semifinalista (Top 15)      |                                                  |

#### Miss Intercontinental
La Corporación del Concurso Nacional de Belleza fue la encargada, hasta el año 2016, de elegir, preparar y enviar a la delegada por Colombia a este certamen internacional. el cual nuestro país ha logrado 2 Miss Intercontinental: Deisy Catalina Valencia (2004) y Cristina Camargo (2008), además ha logrado una primera finalista, tres segundas finalistas y tres cuartas finalistas. luego la franquicia estaba bajo la dirección de la Organización Miss Earth Colombia entre 2017 a 2023.
Las últimas candidatas delegadas por el CNB, han sido:
| Año                             | Candidata                         | Representación      | Posición                   | Premio(s) especial(es)             |
| ------------------------------- | --------------------------------- | ------------------- | -------------------------- | ---------------------------------- |
| Srta. Colombia Intercontinental |                                   |                     |                            |                                    |
| 2016                            | Leidy Carolina Carvajal Morales   | Nariño              | Semifinalista (Top 15)     |                                    |
| 2015                            | Daniela Andrea Gutiérrez Cuartas  | Quindío             |                            | - Mejor en traje de gala           |
| 2014                            | Carolina Crovo Sierra             | Antioquia           |                            |                                    |
| 2013                            | Margarita María Peralta Tovar     | Meta                | 2.ª finalista              | - Miss Intercontinental Sudamérica |
| 2012                            | Ana Melissa Cano Rey              | Bogotá              | Semifinalista (Top 15)     | - Mejor sonrisa                    |
| 2011                            | Tatiana Nájera Cardona            | Bolívar             |                            |                                    |
| 2010                            | Macri Elena Vélez Sánchez         | Antioquia           | 4.ª finalista              | - Miss Fotogénica                  |
| 2009                            | Verónica Velásquez Gomez          | Antioquia           |                            |                                    |
| 2008                            | Cristina Lucia Camargo de la Rans | Atlántico           | Miss Intercontinental 2008 |                                    |
| 2007                            | Siad Karime Char Tinoco           | Cartagena de Indias | Semifinalista (Top 16)     | - Mejor Traje Nacional             |

### Otros concursos

#### Miss Tierra
A pesar de no existir relación alguna entre el Concurso Nacional de Belleza y Miss Earth Colombia, cuatro (4) candidatas del concurso nacional han participado en este concurso internacional:
| Año  | Candidata                    | Resultado | Notas                 |
| ---- | ---------------------------- | --------- | --------------------- |
| 2012 | Cindy Kohn Cybulkiewicz      |           | Señorita Guajira 2008 |
| 2007 | Mileth Johanna Agámez López  |           | Señorita Sucre 2006   |
| 2005 | Lía Patricia Correal Lopera  |           | Señorita Bolívar 2004 |
| 2004 | María Fernanda Navia Cardona |           | Señorita Bogotá 2000  |

El Concurso Nacional de Belleza también fue franquiciante de certámenes internacionales como:  Reina Bolivariana, Miss Atlántico Internacional y Miss Caraïbes Hibiscus entre otros.